# دورق (کهگیلویه)
دورق یک روستا در ایران است که در دهستان دشمن‌زیاری (کهگیلویه) واقع شده‌است.